# Клевенский, Иван Гаврилович
Иван Гаврилович Клевенский — коллежский советник, вице-губернатор Смоленской (1839), Могилевской (1840-41) и Полтавской (1841-43) губерний, председатель Первого департамента Управы благочиния Санкт-Петербурга.

## Биография
Был вице-губернатором Полтавской губернии с 30 января 1841 по 26 мая 1843 г. 

## Дело о растрате казенных денег
Переведенный в Санкт-Петербург, Клевенский занял место председателя 1 департамента Управы благочиния. 
Здесь Клевенский истратил на свои нужды 156 тыс. казенных денег, за что по высочайше утверждённому 3-го декабря 1848 г. приговору генерал-аудиториата, лишен чинов, орденов, дворянского достоинства, осужден в арестантские роты, а затем сослан в Сибирь на поселение.
Имение Клевенского было взято в опеку. У него было в Полтавском уезде 6 рев. душ и 14 1/2 дес. земли, оцененные в 652 руб. Земля приносила дохода 65 р. 20 к. Выручаемые деньги за имение отсылались в Приказ Общественного Призрения.
Сенатор Лебедев в своих записках от 1849 года писал: «Окончание дела Клевенского. Генерал-аудиториат решил его (говорят) по шемякински. Не совсем так. Оно решено не юридически, но ладно. Клевенского в арестантские роты, а затем в Сибирь; с игроков Глинки, Болотнова и Либрехта взыскать по 30 тыс., с Трубачева 14 тыс. и со всех штраф по Уложению. Прочим игрокам сделан строгий выговор, членам Комиссии (Липранди и др.) замечание. Валовой расчет, конечно, не имеет законного основания в распределении и вообще судебной истины тут не достает; но, повторяю, решено ладно и всем сестрам досталось по серьгам. Дело это разыграется, если можно и если Л. А. Перовский захочет ввести его в порядок. Очевидно, что хотели замарать Министерство Внутренних Дел и цель эта видна во всем изложении приговора».
Хрущов, когда был генерал-губернатором в Сибири, видел его: «В бытность мою генерал-губернатором, пишет он, я видел Клевенского в Томске, отказал в ходатайстве ближайшего начальства о назначении его писарем. Клевенский не узнал меня. Конечно, я не счел нужным напоминать о нашем знакомстве в Полтаве»